# Francisco de Barahona
Francisco de Barahona (Sevilla, 1669-ibídem, 1709) fue un retablista español del Barroco.

## Biografía
Era el sexto de los hijos de Fernando de Barahona, retablista, y María de Ribera. Fue bautizado el 25 de marzo de 1669 en la Iglesia de San Lorenzo.
En 1698 contrajo matrimonio con Juana María Cedillo. Residieron en una vivienda perteneciente al Monasterio de San Clemente, situada en el compás de dicho cenobio. La pareja tuvo siete hijos: Teresa María Nicolasa (1699), Nicolás Manuel (1702), Cayetana María (1703), Ignacio Francisco (1704), María Josefa Catalina (1705), Jaime Felipe (1707) y Nicolás Florencio (1708).
Mantuvo amistad con el pintor Lucas Valdés y a menudo aparecen como fiadores el uno del otro.

## Obra
- 1694. Retablo mayor de la Capilla de Nuestra Señora de la Estrella y San Roque. Sevilla. Realizado junto con su hermano Baltasar de Barahona. Desaparecido.[4]
- 1694-1729. Retablo mayor de la Iglesia de la Magdalena. Sevilla. Lo comenzó junto con su hermano Baltasar de Barahona, que fue el que lo terminó. Desaparecido.[5]
- 1698. Púlpito de la Iglesia del Hospital de los Venerables. Sevilla.[6]
- 1699. Retablo mayor de la parroquia de Castro del Río. Desaparecido.[3]
- 1700. Retablo para la Hermandad de la Vera Cruz de Sevilla. Desaparecido.[6]
- 1700-1704. Retablo mayor de la Iglesia del Convento de Madre de Dios. Sevilla.[6]
- 1702. Retablo mayor de la Iglesia del Convento de Santa María de los Reyes. Sevilla.[7]
- 1705. Retablo mayor de la Iglesia del Hospital de Santa Marta (actual Convento de la Encarnación). Sevilla.[7]
- 1709. Retablo mayor para la iglesia de Beas. Como falleció ese mismo año, la obra pudo haber sido terminada por su hermano Baltasar de Barahona o por su cuñado Pedro Esteban de Torres, que era fiador en este encargo.[8]